# Santi Andrea e Gregorio al Monte Celio (titre cardinalice)
Le titre cardinalice de Santi Andrea e Gregorio al Monte Celio est érigé par le pape Grégoire XVI le 8 juin 1839 et rattaché à l'église San Gregorio al Celio qui se trouve dans le rione de Celio au sud-est de Rome.

## Titulaires
| - Ambrogio Bianchi, O.S.B.Cam. (1839-1856) - Michele Viale-Prelà (1856-1860) - Angelo Quaglia (1861-1872) - Henry Edward Manning (1875-1892) - Herbert Vaughan (1893-1903) - Alessandro Lualdi (1907-1927) - Jusztinián György Serédi, O.S.B. (1927-1946) - Bernard William Griffin (1953-1956) - John Francis O'Hara, C.S.C. (1958-1960) - José Humberto Quintero Parra (1961-1984) - Edmund Casimir Szoka (1988-2014) - Francesco Montenegro (2015-) |